# Renzo Alverà
Renzo Alverà, född 17 januari 1933, död 15 mars 2005, var en italiensk bobåkare.
Alverà blev olympisk silvermedaljör i tvåmansbob och i fyrmansbob vid vinterspelen 1956 i Cortina d'Ampezzo.